# Martin Duffy (Musiker)
Martin Bernard Duffy (* 18. Mai 1967 in Birmingham; † 18. Dezember 2022 in Brighton) war ein britischer Musiker, der ursprünglich Keyboards bei Felt und vor allem bei Primal Scream spielte.

## Leben
Duffy wurde in Birmingham geboren und wuchs in Rednal im Süden der Stadt auf. Er besuchte die St. Thomas Aquinas Catholic School in King’s Norton und wuchs mit Punkrock sowie 2-tone-Musik von The Beatles und Led Zeppelin auf.
Duffy trat 1985 als Keyboarder der Indie-Rock-Band Felt bei.  Felt-Frontmann Lawrence Hayward erinnerte sich später: „Ich habe bei Virgin in Birmingham Plakate angebracht, in denen ich für einen Gitarristen geworben habe: ‚Willst du ein Rock'n'Roll-Star sein?‘ Ich habe zwei aufgehängt, als dieser Typ auf mich zukam und sagte: ‚Ich kenne diesen Keyboarder. Er ist 16. Er hat gerade die Schule verlassen.‘“
Duffy spielte Keyboards auf den ersten beiden Alben von Primal Scream und trat der Band dauerhaft bei, nachdem sich Felt Ende 1989 aufgelöst hatte.
Duffy spielte auch mit The Charlatans nach dem Tod des Gründungsmitglieds Rob Collins und trat 1996 mit der Gruppe in Knebworth als Support für Oasis vor 250.000 Zuschauern auf, nachdem er in drei Wochen alle Songs der Gruppe gelernt und Keyboardparts zum fünften Album der Band, Tellin’ Stories, beigesteuert hatte.
1997 spielte Duffy Orgel auf Dr. Johns Album Anutha Zone.
Im Jahr 2004 war er Mitglied der Rock-Supergroup The Chavs mit Tim Burgess und Carl Barât von The Libertines. Er trug auch zu Aufnahmen von Beth Orton, Paul Weller und den Chemical Brothers bei und veröffentlichte 2014 ein Soloalbum Assorted Promenades. Zu seinen Soundtrack-Arbeiten gehörten die Filme The Laughing King (2016) und Wild Rose (2018). 2017 gründete er zusammen mit Steve Mason von The Beta Band die Gruppe Alien Stadium.
Duffy starb am 18. Dezember 2022 im Alter von 55 Jahren. Als Todesursache wurde eine Hirnverletzung angegeben, die er sich nach einem Sturz zu Hause in Brighton zugezogen hatte.
Primal Scream veröffentlichte eine Erklärung, in der es hieß: „Wir sind alle so traurig … Martin war der musikalischste von uns allen. (Er) konnte so gut Klavier spielen, dass er nicht nur von seinen Kollegen in der britischen Musikwelt gefeiert wurde, sondern auch von amerikanischen Musikern der alten Schule wie James Luther Dickinson, Roger Hawkins, David Hood (und) dem Produzenten Tom Dowd.“ Charlatans-Sänger Burgess sagte: „Er ist eingesprungen, um die Charlatans zu retten, als wir Rob verloren – er spielte mit uns in Knebworth und war ein wahrer Freund. Er tourte auch mit mir in meiner Soloband – es war eine Freude, Zeit mit ihm zu verbringen.“
Im Juni 2023 begann eine Aussage von Duffys Sohn Louie zu kursieren, die dieser im Zuge der Untersuchung der Todesumstände seines Vaters gemacht hatte. Louie Duffy erklärte, sein Vater habe Schulden gehabt, und sagte, Primal Scream habe Duffy seit Jahren nur noch pro Auftritt bezahlt, als wäre er nur ein gelegentlich engagierter Musiker und kein reguläres Bandmitglied, und ihn wegen seines Alkoholismus mit „harter Liebe“ behandelt. Dazu gehörte die Behauptung, dass er kein Geld von der Band erhalten habe, nachdem sie ihren Backkatalog im Jahr 2022 verkauft hatte. Duffy hatte auf allen elf Alben mitgespielt und hatte bei zwei davon Songwriting-Credits. Laut Louie Duffy hatte Martin Duffy seine Sucht lange Zeit unter Kontrolle und daher keine alkoholbedingten Probleme bei Auftritten gehabt. Er habe ansonsten auch gesund gelebt. In der Zeit der Lockdowns während der Corona-Krise sei bei seinem Vater eine Krebserkrankung diagnostiziert worden, gleichzeitig sei er in finanzielle Schwierigkeiten geraten, weil ja keine Auftritte mehr möglich gewesen seien. Die Band habe ihn damals weder emotional noch finanziell unterstützt. Bei seinem ersten Auftritt nach seiner Operation und nach der Lockdownphase während des Bigfoot Festivals in Warwickshire im Juni 2021 habe sein Vater, der unter Schmerzen und medizinischen Komplikationen gelitten habe, einen Aussetzer gehabt. Die Auftritte in den nachfolgenden Monaten seien dagegen problemlos über die Bühne gegangen. Es sei eine große Erleichterung gewesen, als Martin Duffy im Frühjahr 2022 für krebsfrei erklärt worden sei, aber kurz darauf habe er aus der Presse vom Verkauf des Backkataloges erfahren. Laut Louie Duffy erklärte der Bandmanager seinem Vater, es lohne die Anwaltskosten nicht, falls er um seinen Anteil prozessieren wolle. Für Duffy allerdings hätte auch schon eine relativ kleine Summe einen Segen bedeutet. Nach einem weiteren Zwischenfall auf der Bühne im Sommer 2022 habe sich die Band endgültig von seinem Vater getrennt, erklärte Louie Duffy. Bobby Gillespie habe seinem Vater wörtlich gesagt, er sei „finished“. In der Nacht des Unfalls habe er, Louie Duffy, seinen Vater ansprechbar, aber in hilfloser Lage auf dem Küchenboden gefunden. Es habe Stunden gedauert, bis ein Rettungswagen verfügbar gewesen sei. Der Neurologe im Krankenhaus habe ihm aber später gesagt, die Gehirnverletzungen, die Martin Duffy sich bei seinem Sturz zugezogen habe, seien so schwerwiegend gewesen, dass auch eine zeitnahe ärztliche Versorgung Duffy nicht mehr gerettet hätte.